# 龍夢飛行船
龍夢飛行船（英語完整計畫名稱：Dragon Dream experimental lighter than air (LTA) cargo rigid airship）是環球航太建造的一種實驗性的充氣式飛行貨船，此船作為實驗性質，最終目的是為了開發兩倍大的航空載具"Aeroscraft". 
此計畫是由美國聯邦政府出資作為軍用Walrus HULA與"Pelican"等計畫的概念驗證實驗。

## 設計
此飛行船船身為扁平橢圓的橫截面
船身內部由許多填充氦氣的堅強氣囊所組成，氦氣比空氣輕，因此飛船不需要動力就能藉由氣囊內的氦氣升空。
拜現代科技進步之賜，21世紀的飛行船無論是安全性還是升力控制都比20世紀初的飛行船要好的多，本船的飛行控制系統可以輕易調節非船的升力狀態與航行姿態，並使用額外的充氣式船底氣囊當做起落架，可有效減少地面工作人員的配置以降低操作成本。
此實驗飛船能以不到100公尺長的相對小尺寸吊掛66噸的貨物，並且消耗燃料與操作成本都遠低於具備相同載貨能力的飛機。

## 基礎資料
‧全長：90公尺

‧全寬：27公尺

‧全高：30公尺

‧氦氣容量：600,000立方英呎

‧空重：36,000 磅 (16,329 公斤)

## 運用狀況
此船於2013年建造完成，並受美国联邦航空管理局監督展開試航認證。不過於同年9月飛船在地面繫留時受到損傷，使得計畫受到延誤。 該公司因此向責任方美國海軍提出6千5百萬的損害賠償訴訟。